# Отличная загадка группы Korn о пиратском призраке
«Отличная загадка группы Korn о пиратском призраке» (англ. Korn's Groovy Pirate Ghost Mystery) — эпизод 312 (№ 41) сериала «Южный Парк», премьера которого состоялась 27 октября 1999 года.

## Сюжет
Радиостанция Саут-Парка KOZY 102.1 спонсирует концерт «Halloween Haunt», на который должны приехать Korn, против чего активно выступает отец Макси. Дети предвкушают Хэллоуин, за исключением Картмана — его больше радует тот факт, что осталось всего 2 месяца до Рождества. Гуляющих по набережной Картмана, Стэна, Кайла и Кенни разыгрывают пятиклассники; Стэн хочет также напугать их чем-нибудь в отместку. Чтобы расквитаться с пятиклассниками, дети решают выкопать из могилы мёртвую бабушку Кайла, Клео Брофловски.
Тем временем Korn едут в Саут-Парк на своём «Мистическом Фургоне». В то время, как Джонатан играет в игру «Угадайте, что я вижу», группа замечает на дороге «Пиратских призраков», и машина попадает в аварию. Тем временем, выкопав труп, мальчики оставляют его в порту, где его сразу съедает бездомная собака (о чём они не знают). В доках дети встречают бесцельно слоняющихся музыкантов Korn. Вскоре появляется отец Макси и осуждает Korn за то, что они появились в городе. На следующие утро кладбищенские сторожа появляются у дома миссис Брофловски и сообщают о том, что тело бабушки Клео исчезло, после чего выдвигают предположение, что её труп был похищен некрофилом, перечисляя при этом множество различных способов совокупления с трупом.
Картман вместо матери получает посылку, в которой находит надувную куклу в виде Антонио Бандераса в натуральную величину с гениталиями. Несмотря на то, что кукла очевидно является секс-игрушкой, Картман решает, что это заранее заказанный его мамой подарок ему на Рождество, и, надув куклу, в приподнятом настроении берет её с собой в город. Дети возвращаются в доки в костюмах в надежде выиграть конкурс на лучший костюм, причём Кенни одет в костюм робота ED-209 (как и обычно, его лица не видно, но все его легко узнают). Дети обнаруживают, что труп бабушки Кайла исчез, и идут за советом к Korn. Те приходят к заключению, что пропавшее тело связано с появлением Пиратских Призраков. На городской площади кладбищенские сторожа объясняют, что версия о некрофилии очень вероятна, но тут появляются Пиратские Призраки и повергают в ужас весь город. Несколько горожан взрываются, а один призрак обезглавливает двух, оправдывая слова отца Макси о злой сущности праздника.
Korn и дети начинают расследовать «Загадку Пиратских Призраков и пропавшего тела». После нескольких неудач выясняется, что в появлении Пиратских Призраков замешан отец Макси; он создавал иллюзию их появления с помощью элементарных эффектов, чтобы напугать всех и заставить горожан возненавидеть дьявольский праздник и дьявольскую группу Korn. Загадка пропавшего трупа Клео Брофловски разгадывается, когда собака перед толпой горожан срыгивает тело, целое и невредимое. После ареста отца Макси «Halloween Haunt» идёт как запланировано; Korn дают концерт, исполняя «Falling Away from Me». Тяжёлое, агрессивное звучание песни вступает в сильный контраст с их радостным поведением в эпизоде. Мальчикам удаётся отомстить пятиклассникам — пока Korn выступают, они пугают их трупом Клео. Мистер Гаррисон отдаёт приз за лучший костюм Венди; Кенни в костюме робота ED-209 ничего не получает и погибает, когда грустно идёт по городу во время титров.

## Смерть Кенни
Во время титров, когда Кенни уходит с конкурса в своем костюме робота, ворча, что его замечательный костюм не получил первый приз, крохотный Snowspeeder прилетает и связывает его тросом, как в фильме «Империя наносит ответный удар». Затем прилетают ещё 2 Snowspeeder’а и добивают его, после чего труп поедают крысы.

## Цензура
- Отрывок, где Картман засовывает свою руку в кишечник пони, был вырезан из версии для ТВ.
- Эрегированный пенис надувной куклы в виде Антонио Бандераса в натуральную величину с гениталиями не показывается в цензурной версии.

## Появление Korn
Альбом Korn Issues вышел вскоре после показа серии и включал песню «Falling Away from Me» из эпизода. Музыканты группы связались с авторами мультсериала, сказав, что они хотят устроить премьерный показ их первого сингла в «Южном парке»; в итоге эпизод с исполнением этой песни в мультфильме стал её мировой премьерой. Все музыканты Korn озвучили в серии самих себя. В эпизоде встречаются отсылки к прошлым синглам Korn — в том числе Blind (лидера Пиратских Призраков зовут Капитан Блайнд) и Clown (Филди говорит, что не выносит зрелища плачущего клоуна).

## Пародии
- Сюжет, многие фразы, поступки, а также персонажи группы Korn отсылают к мультсериалу «Скуби-Ду». Korn нарисованы в стиле Скуби-Ду, с ними вместе путешествует птица по имени Клювик (отсылка к собаке Скуби-Ду в оригинале), фургон Korn напоминает фургон героев «Скуби-Ду». Кроме того, при появлении Korn звучит мелодия, напоминающая тему из оригинала.
- В фильме «Робокоп» робот ED-209, в чей костюм одет Кенни, выходит из-под контроля и убивает человека по имени Кенни. Позднее выглядящий так же робот появляется в эпизоде «Ждём новый фильм Терренса и Филлипа» как новый неисправный телевизор Шефа.

## Факты
- Как и в предыдущих выпусках, приуроченных к Хэллоуину — «Конъюнктивит» и «Страшная рыбка», — в этой серии используется специальная версия заставки. «Отличная загадка Korn о пиратском призраке» стала последней серией с таким вступлением. В эпизоде «Ад на Земле 2006» использовалась стандартная заставка.
- Венди, выигравшая конкурс костюмов со своим костюмом Чубакки — это отсылка к эпизоду «Конъюнктивит», где она побеждает в том же костюме, несмотря на то, что аналогичный надевают почти все дети из класса.
- «Мужика из Алабамы» (англ. Alabama Man), игрушку из предыдущего эпизода («Чинпокомон»), можно увидеть в каталоге рождественских подарков Картмана, как и куклу Филлипа из серии «Коровьи дни» и набор для игр Мистера Хэнки.
- Трей Паркер и Мэтт Стоун заявили, что пара смотрителей кладбища — самое похожее на реальное изображение ими самих себя в сериале[2].
- Клювик в дальнейшем появляется в эпизоде «Воображляндия, эпизод III».
- Когда мальчики идут на кладбище, можно заметить надгробье, на котором написано «Кенни 1999». Также есть пустая могила, на надгробье которой написано «Кенни 2000», заготовленная для следующего сезона.
- На одиннадцатой минуте человек одет в костюм робота Леонарда Малтина из серии «Меха-Стрейзанд».